# List do Filemona
List do Filemona [Flm] – list Pawła z Tarsu, stanowiący księgę Nowego Testamentu, zaadresowany do Filemona – chrześcijanina z frygijskiego miasta Kolosy. List do Filemona jest krótkim osobistym pismem w sprawie Onezyma – zbiegłego niewolnika należącego do Filemona. Apostoł wstawia się za niewolnikiem, który postanowił zostać chrześcijaninem, i obiecuje uiścić odszkodowanie za ewentualne szkody przez niego spowodowane. List ten porusza szereg ważkich kwestii teologicznych dotyczących niewolnictwa i w szerszym kontekście zależności ekonomicznej jednego człowieka od drugiego. Interpretacje zawartych w nim tez zmieniały się na przestrzeni dziejów wraz z przekształceniami systemów ekonomicznych i politycznych.

## Adresat
Adresatem Listu jest Filemon – zamożny mieszkaniec frygijskich Kolosów nawrócony przez Pawła z Tarsu, prawdopodobnie w czasie jego III podróży misyjnej. Paweł pozdrawia również w adresie Listu Apfię – przypuszczalnie żonę Filemona – i Archipa (być może jego syna) oraz cały Kościół, który się gromadzi w jego domu.
Na zamieszkiwanie Filemona w Kolosach wskazał Hieronim ze Strydonu w swoim Commentarius in epistolam ad Philemonem. Lokalizacja ta opiera się na wzmiankach zawartych w Liście do Kolosan. O Onezymie, który jest bohaterem Listu do Filemona, Paweł pisze do kolosan, że jest spośród was. Niewiele zaś dalej prosi: Powiedzcie zaś Archipowi: „Uważaj, abyś wypełnił posługę, którą wziąłeś od Pana”. Wielu współczesnych biblistów odmawia jednak Pawłowi autorstwa Listu do Kolosan. Jeśli przyjmie się za nimi, że imiona Onezyma i Archipa wykorzystano w Liście do Kolosan na zasadzie fikcji literackiej dla nadania powagi późniejszemu pismu, to kwestia lokalizacji domu Filemona pozostanie niemożliwa do rozstrzygnięcia.
W okresie międzywojennym J. Knox zasugerował, że adresatem Listu mógł być Archip i że to do niego zwracał się Apostoł, a ponieważ nie znał go osobiście, prośbę swoją skierował do znanego mu Filemona – przyjaciela Archipa. Filemon, wedle Knoxa, mieszkał w Laodycei. Stamtąd więc List do Filemona (jako List z Laodycei, o którym mowa w Kol 4,16c) miałby trafić do Kolosów wraz z Listem do Kolosan. Według innego wariantu tej hipotezy Filemon miał być przełożonym Archipa w Kolosach i dlatego List adresowany jest w pierwszej kolejności do niego. Hipoteza Knoxa jest dzisiaj odrzucana przez większość badaczy jako sztuczna. Fakt, że Filemon pojawia się w adresie Listu na pierwszym miejscu, serdeczność i bezpośredniość z jaką zwraca się doń Apostoł, czynią wątpliwą koncepcję innego adresata pisma. Wielu badaczy odrzuca również pogląd, że List do Filemona został napisany równocześnie z Listem do Kolosan.

## Okoliczności napisania Listu
Zdaniem większości biblistów List do Filemona powstał w następujących okolicznościach: Onezym, niewolnik Filemona, wyrządził znaczną szkodę swemu panu i zbiegł. Uciekając, dotarł do miejsca uwięzienia Pawła, który w jakiś sposób udzielił mu pomocy i doprowadził do jego nawrócenia (proszę cię za moim dzieckiem, za tym którego zrodziłem w kajdanach). Apostoł dowiedział się, że Onezym jest niewolnikiem Filemona, i chociaż chciał go zatrzymać przy sobie, postanowił go odesłać. W liście prosi Filemona, by przyjął Onezyma już nie jako niewolnika, lecz […] jako brata umiłowanego, by nie nakładał na niego dopuszczonych prawem kar, a wyrządzone przez zbiega szkody sam zobowiązuje się pokryć. Daje też do zrozumienia, że chętnie zatrzymałby Onezyma przy sobie jako pomocnika.

## Onezym
Tradycyjnie, od czasu Hieronima i Jana Chryzostoma, przyjmuje się, że Onezym był niewolnikiem Filemona, który ukradł coś swemu panu, a następnie uciekł ze strachu przed karą.
Niewolnicy rzymscy często jako posłańcy przewozili dobra powierzone im przez ich panów. Mogli zarabiać w podróży, obracając nimi. Czasami wykorzystywali funkcję posłańca, by uciec. Ucieczka musiała być daleka, jeśli niewolnik nie chciał, by go złapano. Aby zapewnić sobie powodzenie ucieczki, niewolnicy często zabierali część pieniędzy należących do pana. Pisząc do Filemona, Paweł mógł spodziewać się, że ten zażąda pieniędzy – wykupienia Onezyma z niewoli lub rekompensaty za poniesione straty: konieczność zakupu nowego niewolnika albo utratę korzyści z pracy uciekiniera. Wprawdzie żydowskie prawo nakazywało udzielić schronienia zbiegowi (Pwt 23,15-16), ale prawo rzymskie stało bezwzględnie na straży własności, nakazując zwrócić niewolnika panu i przewidując surowe kary dla osoby ukrywającej go. Złapanemu zbiegowi wypalano na czole piętno – literę „F” (fugitivus) po inicjale imienia. Do śmierci nosił też na szyi żelazną obręcz.

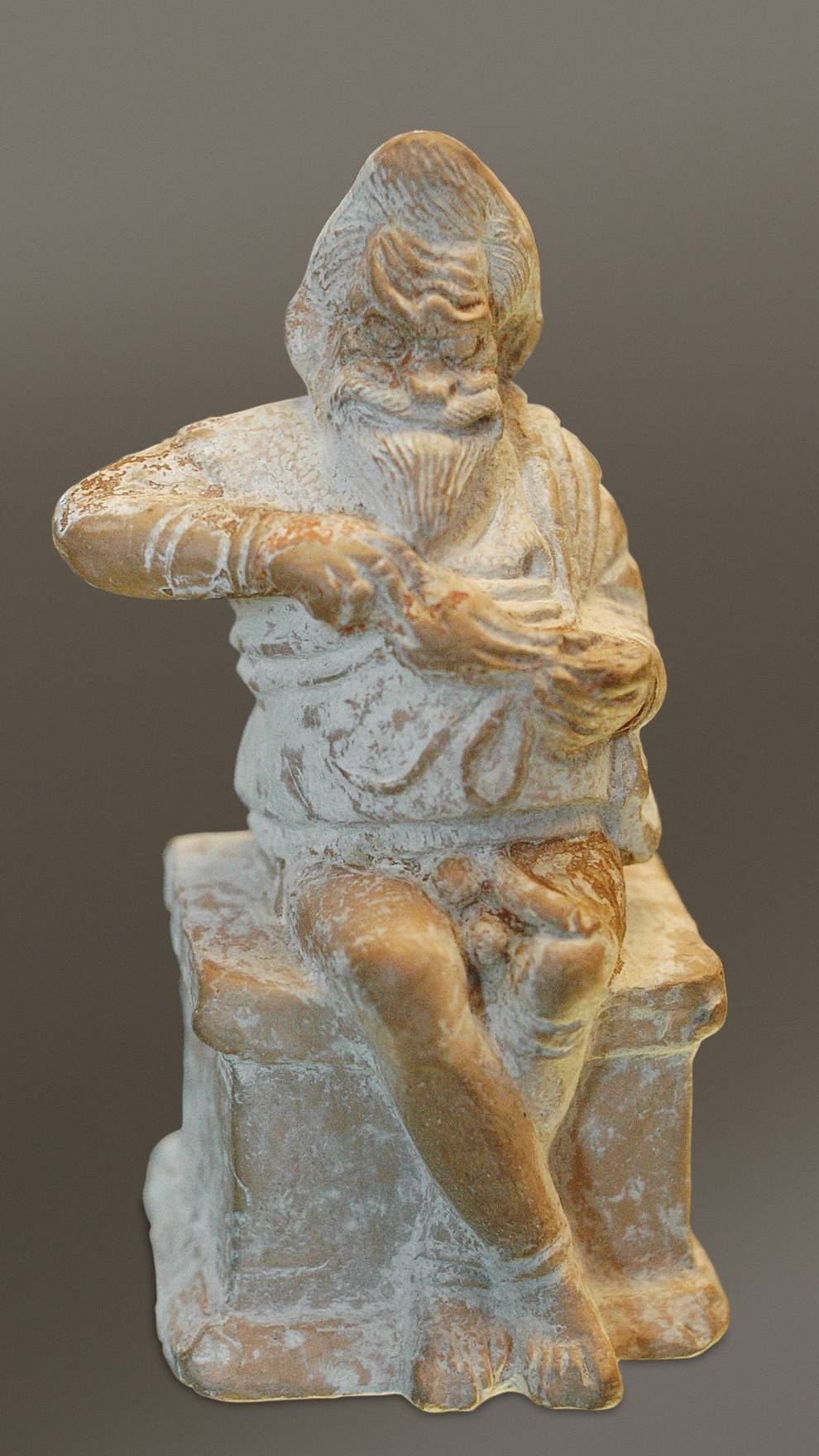
Niewolnik siedzący na ołtarzu i opróżniający portmonetkę, którą właśnie ukradł. Figurka z IV w. przed Chr.

Ponieważ List został zachowany, przyjmuje się, że Filemon usłuchał prośby Apostoła, przyjął Onezyma serdecznie, a następnie wysłał go, by pomagał Pawłowi w pracy apostolskiej. Jeśli List do Kolosan powstał później i wyszedł spod ręki Pawła, to także on świadczy, że Filemon spełnił prośbę. Apostoł zawiadamia w nim bowiem kolosan, że wraz z Tychikiem wysyła do nich Onezyma, który jest spośród was. Istnieje jeszcze jedno wczesne świadectwo przywołujące imię Onezyma. Ignacy Antiocheński w Liście do Kościoła w Efezie bardzo pochlebnie wyraża się o biskupie efezjan Onezymie. Przyjmuje się, że Onezym po uzyskaniu wolności wrócił do Pawła, a w późniejszych latach odgrywał czołową rolę w Kościele efeskim. Nie jest wykluczone, że to on rozpoczął proces gromadzenia listów Pawła.

### Nowsze teorie
W latach 80. XX wieku pojawiły się liczne próby nowego odczytania sytuacji Onezyma.
Posłaniec – kwestionowanie konfliktu
Jedna z hipotez zakłada, że Onezym był jedynie posłańcem Filemona lub wspólnoty kolosańskiej wysłanym w celu przekazania Pawłowi pokrzepiających wiadomości i darów, mającym ulżyć Apostołowi w jego cierpieniu. Natomiast w wysłanym do Kolosów Liście Apostoł stara się jedynie wyjednać u Filemona zgodę na zatrzymanie Onezyma przy sobie.
Przeciw tej koncepcji wysuwa się zarzut, że Paweł zbyt zdecydowanie przekonuje Filemona o użyteczności Onezyma, by można było uznać, że pomiędzy nimi nie było konfliktu.
Brat Filemona – kwestionowanie stanu niewolniczego
Kolejna teoria wychodzi zatem od konfliktu pomiędzy Filemonem a Onezymem, przyjmuje jednak, że był to konflikt między rodzonymi braćmi. Onezym mógł czuć się pokrzywdzony przez Filemona i uciec z domu. Paweł w Liście prosi zatem Filemona, by przyjął Onezyma z miłością – jak brata umiłowanego, by nie traktował go jak niewolnika.
Przeciw takiemu rozumieniu wzajemnej relacji obydwu protagonistów może świadczyć kolejne sformułowanie Listu, w którym Paweł pisze, by Filemon traktował Onezyma jako kogoś więcej niż niewolnika (all’ hyper doulon). Sugestia, by rozporządzał człowiekiem wolnym jako kimś więcej niż niewolnikiem, zakrawałaby na obelgę, co nie wydaje się najlepszym sposobem na załagodzenie konfliktu.
Suplikant – kwestionowanie zbiegostwa
Kolejna hipoteza próbuje wykazać, że Onezym nie był zbiegiem, lecz niewolnikiem odwołującym się do wpływowego przyjaciela swego pana w celu wyproszenia wstawiennictwa i mediacji dla rozwiązania istniejącego konfliktu. Zwolennicy tej hipotezy powołują się na opinie prawników rzymskich: Proklusa, Wiwiana i Paulusa, a także na decyzję Pliniusza Młodszego, wedle których niewolnik nie musiał być w takiej sytuacji traktowany jako zbieg.
Krytycy tej koncepcji wskazują, iż pogląd ten nie był w doktrynie prawa rzymskiego powszechny i nie ma dowodów na to, że obowiązywał na terenie Frygii. Nie wiadomo też, czy mógł być znany Onezymowi.
Włóczęga – kwestionowanie popełnionej kradzieży
Wedle jeszcze innej koncepcji użyte przez Pawła wyrażenie: oddalił się na krótko (gr.: rhembos, łac.: erro), może wskazywać, że głównym przewinieniem Onezyma nie była kradzież, ale włóczęgostwo polegające na opuszczaniu przez niewolnika co jakiś czas swego pana i dobrowolnym powracaniu. Stąd opinia o nim jako o bezużytecznym niewolniku i o szkodach wyrządzonych panu wskutek porzucania wyznaczonej mu pracy.
Przeciw tej koncepcji wysuwa się argument, że Paweł pisze w Liście: oddalił się, a nie oddalał się, czyli chodziło o zdarzenie jednorazowe. Nie wiadomo też, dlaczego bezużyteczny dotąd niewolnik włóczęga miałby odtąd stać się bardzo pożytecznym, jak o tym zapewnia Apostoł.
Pogański niewolnik w chrześcijańskim domu
Najnowsza, bo opublikowana w 2005 roku, koncepcja przenosi konflikt pomiędzy Filemonem a Onezymem na płaszczyznę duchową. Jej autor wskazuje, że Filemon mógł chcieć pozbyć się pogańskiego niewolnika: sprzedać nieużytecznego z punktu widzenia wiary Onezyma i za uzyskane pieniądze wykupić wierzącego niewolnika. Praktykę wykupywania przez wspólnoty chrześcijańskie wierzących niewolników poświadcza Ignacy Antiocheński. Przestraszony perspektywą usunięcia z rodziny, w której się wychował, Onezym udał się do Pawła, będącego przyjacielem pana domu, z prośbą o pomoc i mediację.

## Autorstwo i miejsce w kanonie

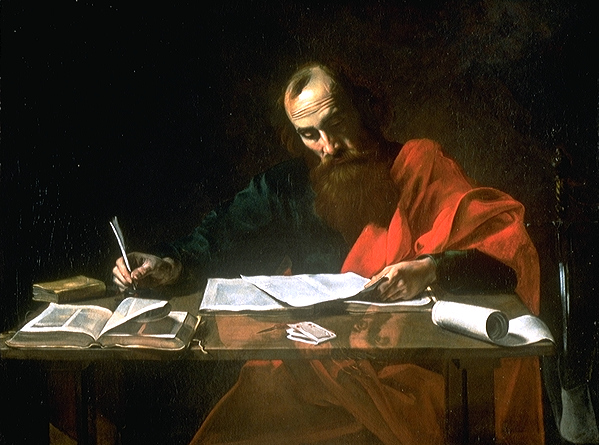
Apostoł Paweł piszący listy

Od czasów starożytnych List powszechnie był uważany za pismo pochodzące od Pawła Apostoła. Nie kwestionował tego nawet Marcjon, włączając go do swego kanonu pism natchnionych. Poza kilkoma biblistami w XIX wieku również nikt z biblistów nowożytnych nie kwestionował Pawłowego autorstwa Listu.
List znalazł się jako Pawłowy w datowanym na II-III wiek Kanonie Muratoriego. W IV-V wieku w Kościele syryjskim pojawiły się tendencje do nieuznawania kanoniczności Listu z powodu jego krótkości i braku odniesień teologicznych. Pisma Jana Chryzostoma, Hieronima, Ambrozjastera, Teodora z Mopsuestii i Teodoreta z Cyru, którzy wskazali, że chociaż List jest krótki i z literackiego punktu widzenia ma charakter prywatny, porusza jednak zagadnienia o znaczeniu ogólnokościelnym, przyczyniły się do rozwiania tych wątpliwości.

## Miejsce i czas powstania

### Rzym
Wzmianki o kajdanach i niewoli zawarte w Liście wskazują, że w czasie pisania go Paweł znajdował się w więzieniu, a właściwie – skoro Onezym uzyskał przystęp do niego – pod nadzorem. Od czasu Ojców Kościoła przyjmuje się, że było to wzmiankowane w Dz 28,16 więzienie rzymskie, w którym Paweł przebywał w latach 61-63. Jeżeli Onezym zbiegł od swego pana, ponadmilionowa stolica Cesarstwa mogła mu zapewnić bezpieczne schronienie. To, co wiadomo o zasadach funkcjonowania więzienia rzymskiego, czyni też prawdopodobną możliwość spotykania się Pawła z ludźmi z zewnątrz, a więc i spotkania Onezyma. Trudność stanowi wtrącona przez Pawła w wierszu 21 zapowiedź odwiedzenia domu Filemona. Aby ją zrealizować, Paweł musiałby odbyć odległą podróż w zupełnie inny region Morza Śródziemnego.

### Cezarea Nadmorska

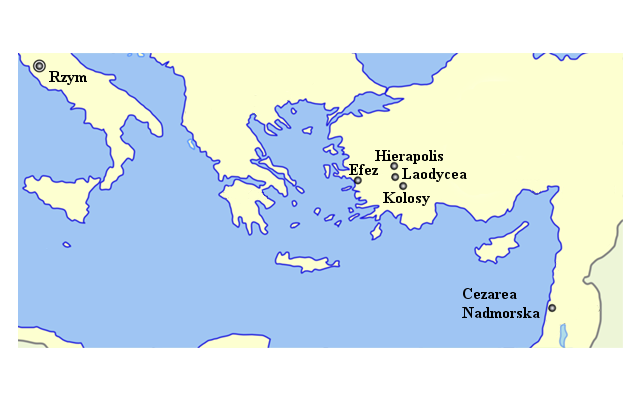
Miejscowości związane z Listem do Filemona

Na przełomie XVII i XVIII wieku zaproponowano inne rozwiązanie. Na podstawie wzmianki w Dziejach Apostolskich 24,27 grupa egzegetów zaproponowała, że List mógł powstać w czasie dwuletniego uwięzienia Pawła w Cezarei Nadmorskiej w latach 58-60. Propozycja ta w żaden sposób nie rozwiązuje jednak trudności związanych z lokalizacją rzymską, Cezarea leży bowiem również w znacznej odległości od Kolosów. Prokuratorskie więzienie cezarejskie dawało ponadto Pawłowi znacznie mniejsze możliwości kontaktu z otoczeniem niż dość swobodna custodia libera rzymska (Dz 28,30-31).

### Efez
Wątpliwości dotyczące Cezarei dały asumpt do wysunięcia kolejnej hipotezy, że List powstał w więzieniu w Efezie pomiędzy 54 a 57 rokiem. Koncepcja ta lepiej tłumaczy Pawłowe plany odwiedzenia Filemona. Z Efezu do frygijskich Kolosów jest około 170 kilometrów. Trudność stanowi fakt, że Łukasz w Dziejach Apostolskich nie wspomina o uwięzieniu Pawła w Efezie. Zwolennicy tej tezy wskazują, że Dzieje Apostolskie nie są kroniką i że Łukasz nie opisywał w nich wszystkich wydarzeń z życia Pawła, natomiast Paweł w swoich listach kilkakrotnie wspomina o rozmaitych trudnościach przeżywanych w Efezie (1 Kor 15,32; 2 Kor 1,8; por. Dz 19,23-40).

## Układ Księgi
| wersety 1–3   | Adres              | Pozdrowienia                                                       |
| wersety 4–7   | Dziękczynienie     | Podziękowanie Bogu za wiarę i miłość Filemona                      |
| wersety 8–20  | Główna część listu | Odwołanie się do życzliwości Filemona, prośba, aby przyjął Onezyma |
| wersety 21–25 | Konkluzja          | Pouczenia końcowe, pozdrowienia, błogosławieństwa                  |

## Cel napisania Listu

### Przyjęcie Onezyma z miłością w chrześcijańskim domu
Celem Listu nie jest niewątpliwie prośba o łagodne potraktowanie niewolnika, znana z dydaktycznej literatury grecko-rzymskiej i żydowskiej. Pawłowi zależy przede wszystkim na tym, by Filemon przyjął niewolnika jako dar od Boga, jako ukochanego brata w Chrystusie, przez którego wypełnia się orędzie Ewangelii (w. 15–17). Dywagacje, czy Paweł domagał się od Filemona wyzwolenia (manumissio) Onezyma, wydają się w tym kontekście formułowane z obcej Pawłowi perspektywy. Dyskusja wokół tekstu 1 Kor 7,21, aczkolwiek daleka jeszcze od zadowalającego wszystkich jej uczestników zakończenia, wykazała, że dla Apostoła priorytet stanowi wierność Chrystusowi w rozmaitych warunkach życia, relatywizująca ewentualne korzyści ze zmiany życiowego położenia (choć ich nie przekreślająca). Pawłowi zależy, by Onezym wzrastał w poznaniu i umiłowaniu Chrystusa, kieruje więc do Filemona prośbę, by ten zatroszczył się o jego duchowy wzrost.

### Przekazanie Onezyma Pawłowi
Drugim celem, niejako pobocznym, była prośba o przekazanie Onezyma Pawłowi jako pomocnika w jego apostolskich trudach. Ponieważ spełnienie tej prośby przez Filemona stanowiłoby rodzaj ofiary dla Chrystusa, Paweł formułuje tę drugą prośbę w sposób niezwykle subtelny.

## Teologia Listu

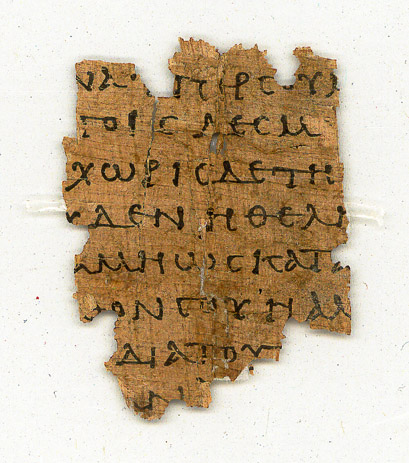
Papirus 87 (Gregory-Aland) recto, zawiera Flm 13–15

Jakkolwiek List do Filemona nie ma charakteru systematycznego traktatu teologicznego, a problem niewolnictwa, w formie właściwej dla starożytności, jest obecnie niewątpliwie zagadnieniem historycznym, Księga porusza szereg ważkich kwestii teologicznych.
Bóg
Ukazany jest w Liście jako nasz Ojciec i mój Bóg. Paweł odwołuje się również do opatrznościowego prowadzenia człowieka przez Boga: to Bóg doprowadził do oddalenia się Onezyma, a następnie skierował go do Apostoła, który ukazał mu piękno i moc Chrystusowej wiary. Bóg posyła teraz Onezyma z powrotem do Filemona, by ten przyjął go jak umiłowanego brata. Paweł wierzy, że w podobny sposób i on będzie opatrznościowo zwolniony z więzienia i darowany swoim wiernym, Bóg potrafi bowiem okazać, że jest Bogiem łaski (w. 3 i 25).
Jezus Chrystus
Aż ośmiokrotnie w stosunkowo krótkim piśmie Paweł używa słowa Chrystus. Zdaniem egzegetów Paweł używa go nie w charakterze konwencjonalnego drugiego imienia Jezusa, ale w sensie mesjańskim, jako najdoskonalszy wzór i ostateczny cel życia wszystkich wiernych (w. 6). Paweł określa też Jezusa pięciokrotnie tytułem Pan (Kyrios), podkreślając godność wskrzeszonego z martwych, wywyższonego i królującego nad światem Jezusa. Tej powszechnej władzy Chrystusa podlegają wszyscy bez wyjątku wierni (w. 5).
Miłość
W Liście do Filemona Paweł podkreśla głęboki wewnętrzny związek wiary i miłości (w. 5), które są odpowiedzią na bycie umiłowanym przez Boga (w. 1 i 9). Miłość Boga dosięga człowieka przede wszystkim przez doświadczenie miłości braterskiej w Kościele Chrystusowym (w. 5, 7 i 22). Wiara i miłość realizują się we wspólnocie (koinonia) rozumianej jako miejsce czynnego współudziału w głoszeniu Ewangelii oraz ofiarnej troski o siebie nawzajem (w. 6 17).
Głoszenie i ukazywanie Chrystusa
Paweł ukazuje siebie jako niestrudzonego i ofiarnego głosiciela Ewangelii, gotowego dla niej znieść więzienie (w. 1 i 13). Nie jest jednak samotnikiem, otaczają go liczni współpracownicy (w. 1 i 23-24). Posługa Pawła nie ogranicza się do głoszenia Ewangelii: Paweł, cierpiąc dla Chrystusa, upodabnia się do Niego i w ten sposób ukazuje wiernym zasadę życia samego Pana, którą jest moc Boża, objawiająca się w słabości i cierpieniu (w. 9-10 i 13). Apostoł w imieniu Chrystusa otacza wiernych ofiarną miłością (w. 1), upomina i nakazuje, co powinni czynić (w. 8 i 21), chwali ich zaangażowanie (w. 7, 14 i 21), przyjmuje ich służbę dla siebie (w. 13 i 20), spłaca zaciągnięte przez nich długi (w. 18-19), zapowiada nawiedzenie (w. 21).

## Historia interpretacji

### Starożytność i średniowiecze

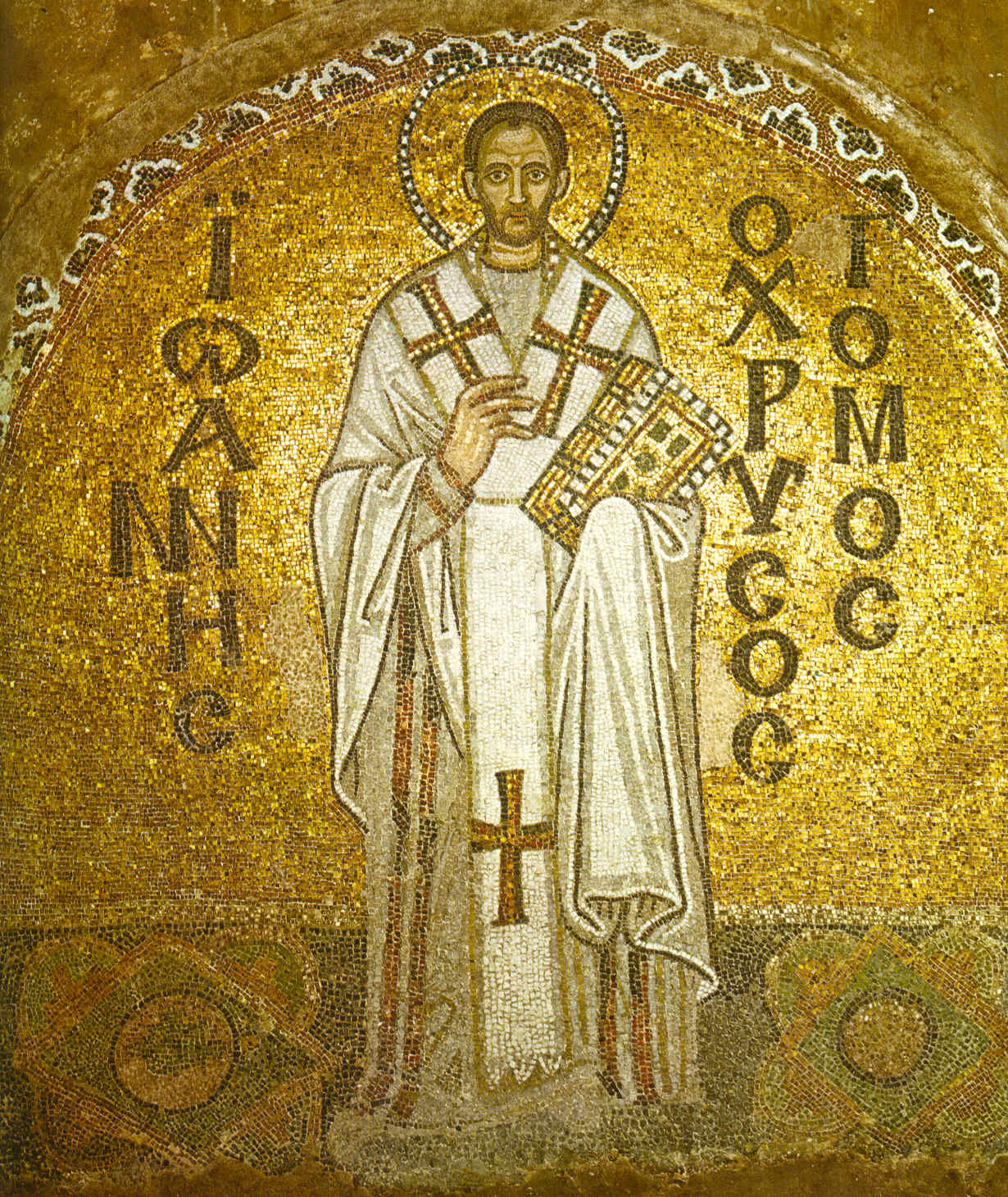
Jan Chryzostom, Ojciec Kościoła, zwolennik ogólnokościelnego znaczenia Listu do Filemona

Jan Chryzostom, Hieronim ze Strydonu, Ambrozjaster, Teodor z Mopsuestii, Teodoret z Cyru podkreślali, że choć List jest krótki i z literackiego punktu widzenia ma charakter prywatny, porusza jednocześnie zagadnienia o znaczeniu ogólnokościelnym – kwestie autorytetu w Kościele, porządku społecznego, pokory, dobroczynności, braterskiej miłości w Kościele, nawrócenia grzeszników i miłosierdzia dla nich.
W okresie patrystycznym pojawiło się też pochodzące prawdopodobnie od Orygenesa, a wyrażone w pismach Atanazego, Bazylego Wielkiego, Jana Chryzostoma i Hieronima przekonanie, że Onezym był niewolnikiem zbiegłym od swego pana, który powinien zostać potraktowany z miłosierdziem. Wyznaczyło ono główny kierunek interpretacji Listu aż po czasy współczesne.
Egzegeza średniowieczna, reprezentowana m.in. przez Rabana Maura i Tomasza z Akwinu, kontynuowała tradycję interpretacyjną, która w niewolnictwie widziała przejaw grzechu pierworodnego, a jednocześnie sankcjonowany przez Boga naturalny element porządku społecznego.

### Czasy nowożytne
Zmiany w odczytaniu Listu przyniosła interpretacja Marcina Lutra. Choć zasadniczo bronił on porządku społecznego przedstawionego w Liście, zaproponował utożsamienie się odbiorcy nie tyle z wielkodusznym Filemonem, ile z grzesznym, doświadczającym, dzięki wstawiennictwu św. Pawła, ojcowskiej łaski przebaczenia Onezymem: my wszyscy jesteśmy Onezymami. Marcin Luter podkreślał też wyrzeczenie się przez Pawła autorytetu nakazującego dyrektywnie na rzecz oddziaływania miłości.

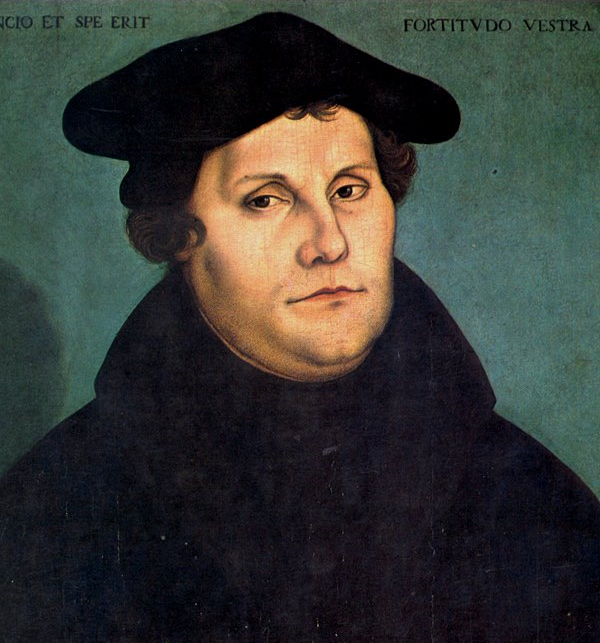
Marcin Luter, autor słów my wszyscy jesteśmy Onezymami

Te drobne przesunięcia miały znaczący wpływ na dalszą interpretację. Filemon stał się z czasem postacią, z którą czytelnikowi coraz trudniej było się identyfikować. Rozwijający się w II połowie XIX wieku ruch abolicjonistyczny doprowadził do tego, że komentatorzy zaczęli się doszukiwać w Liście do Filemona apelu Apostoła o wyzwolenie niewolnika bądź też, jeśli takiego apelu nie umieli się dopatrzeć, tłumaczyli to historycznymi uwarunkowaniami teologii Pawła, opowiadając się jednocześnie za współczesnym odczytaniem Listu w duchu antyniewolniczym (wyzwoleńczym).

### Współczesność
Jednym z głównych nurtów współczesnej interpretacji Listu pozostaje kierunek liberacjonistyczny – Filemon jest w nim traktowany jako przedstawiciel klasy rządzącej, bezwzględnie i brutalnie obchodzącej się z grupami upośledzonymi społecznie. Sam zaś List staje się często punktem wyjścia do formułowania własnych apeli społecznych (np. sięgających do ideologii feministycznej).
Zainteresowanie niedyrektywnymi sposobami oddziaływania otworzyło w połowie lat 70. drogę badaniom zajmującym się analizą modeli retorycznych zastosowanych przez Apostoła w Liście. W bardziej popularnych ujęciach podkreśla się takt i umiejętność rozwiązywania przez Pawła trudnych sytuacji, które mogą być zastosowane przez współczesnych czytelników Listu. Oprócz tego rodzaju badań podjęto z czasem również badania pragmatyczno-socjologiczne – traktujące List jako opowiadanie, mające wprowadzić odbiorców w tworzoną przez Apostoła nową rzeczywistość socjologiczną oraz pragmatyczno-lingwistyczne – prowadzone przy pomocy różnych modeli z zakresu teorii komunikacji.
Niezależnie od nich prowadzone są również badania wykorzystujące metodę historyczno-krytyczną – analizujące List jako zabytek hellenistycznej epistolografii. We wszystkich tych badaniach aspekt teologiczny Księgi schodzi na dalszy plan.